# Numéro deux (Le Prisonnier)
Pour les articles homonymes, voir Numéro deux.
Numéro deux (ou Numéro 2) est un personnage de fiction  de la série Le Prisonnier créée par George Markstein et Patrick McGoohan en 1967.

## Biographie fictive
Dans un lieu appelé « Le Village » qui semble, a priori, être une île accueillante mais qui se révèle être une prison, des personnes sont enfermées et soumises à des interrogatoires, pièges et stratagèmes menés par le Numéro 2, bras droit du mystérieux et inconnu Numéro 1.
Dans le deuxième épisode (Le Carillon de Big Ben), le Numéro 6 fait observer au Numéro 2 qu'il est lui-même un prisonnier.

## Description

### Les «Numéros 2»

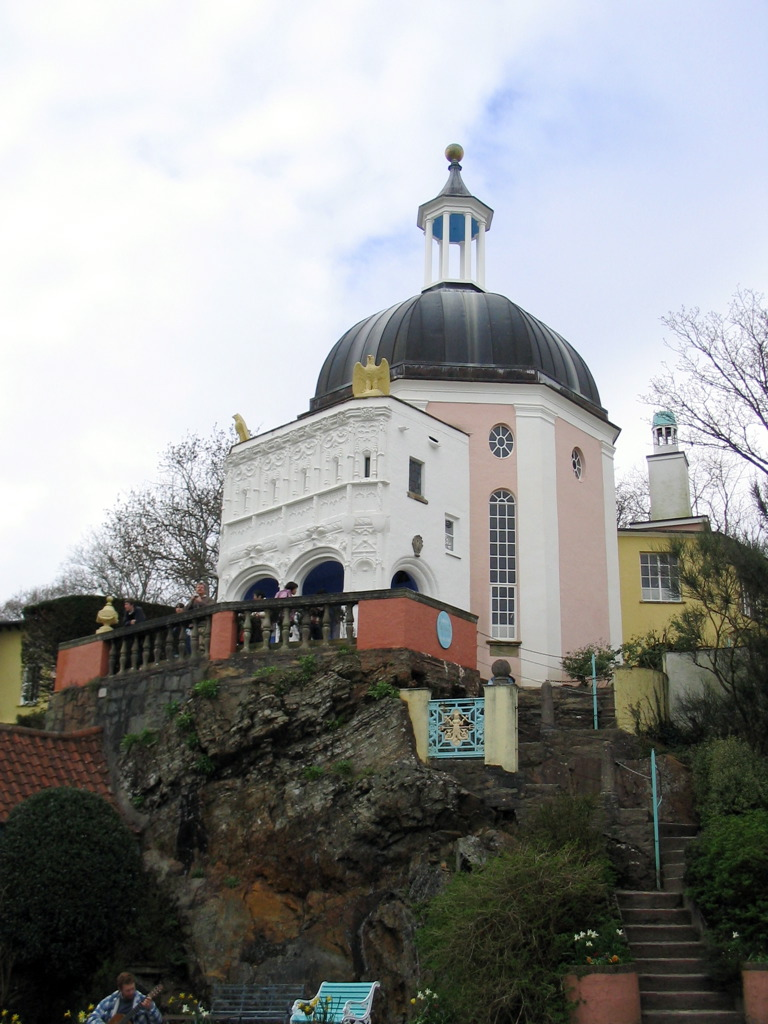
Portmeirion - Le dôme vert. Dans la série, c'est la résidence du no 2.

Le Numéro 2, qui échouait à obtenir des renseignements du Numéro 6, était remplacé et interprété par un comédien différent à chaque épisode. Le seul personnage récurrent de la série, avec le Numéro 6, est le maître d'hôtel, serviteur de tous les Numéros 2 successifs.
Deux acteurs ont toutefois tenu le rôle du Numéro 2 à plusieurs reprises :
- Leo McKern dans :
  - Le Carillon de Big Ben (The Chimes of Big Ben)
  - Il était une fois (Once Upon a Time)
  - Le Dénouement (The Fallout).
- Colin Gordon dans :
  - A, B et C (A, B & C)
  - Le Général (The General)

Trois femmes ont également tenu le rôle :
- Mary Morris dans Danse de mort (Dance of the Dead)
- Rachel Herbert (en) dans Liberté pour tous (Free for All)[1]
- Georgina Cookson (en) dans Le Retour (Many Happy Returns)[1]

Ian McKellen a interprété le Numéro 2 dans le remake américain de la série en 2009.

### Liste complète par épisode des acteurs ayant interprété le Numéro 2

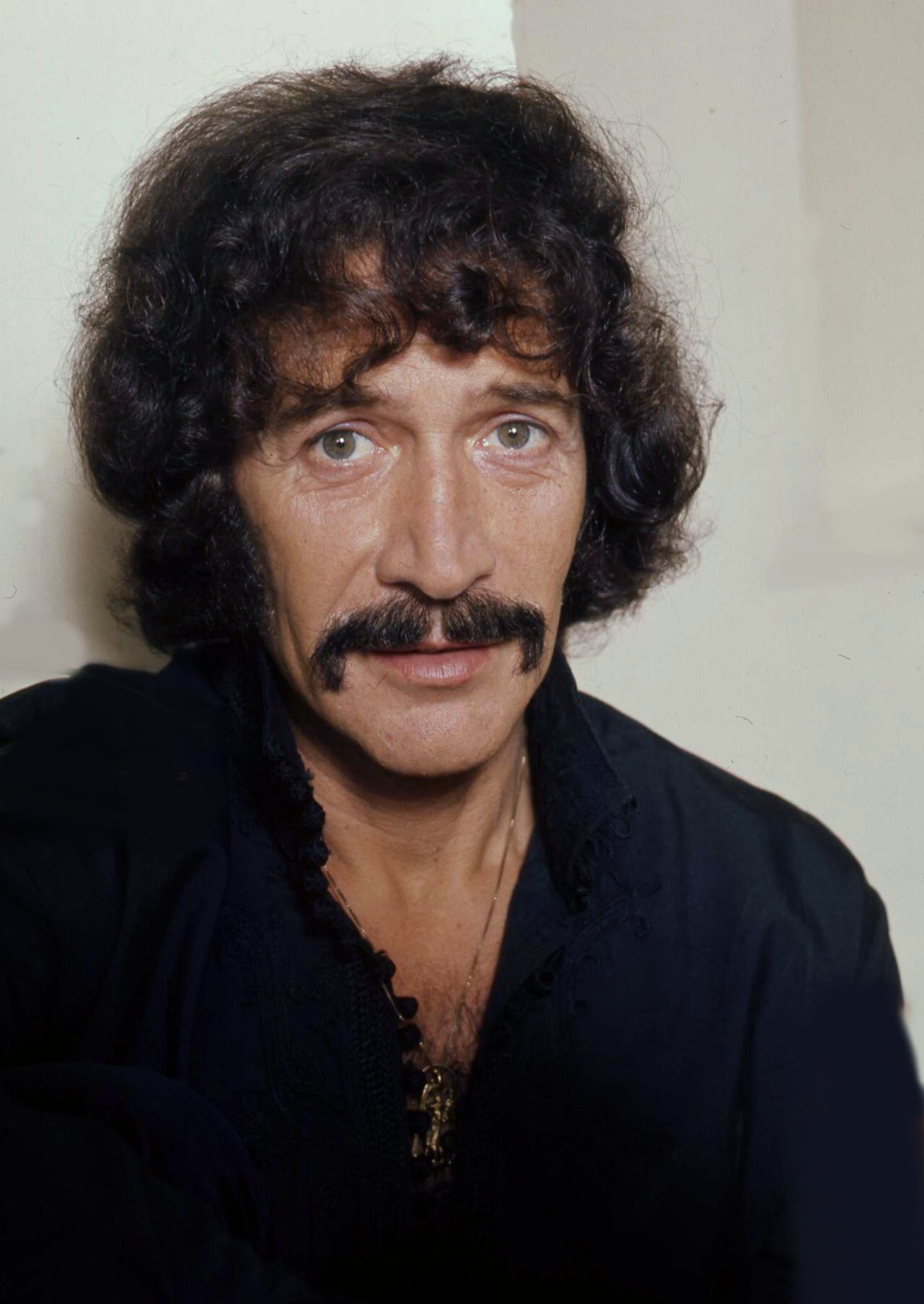
Peter Wyngarde, Numéro 2 dans l'épisode Échecs et Mat.

- Guy Doleman puis George Baker (Arrival)
- Leo McKern (The Chimes of Big Ben, Once Upon a Time et Fall Out)
- Colin Gordon (A, B and C)
- Eric Portman puis Rachel Herbert (en) (Free for All)
- Anton Rodgers (en) (The Schizoid Man)
- Colin Gordon (The General)
- Georgina Cookson (en) (Many Happy Returns)
- Mary Morris (Dance of the Dead)
- Peter Wyngarde (Checkmate)
- Patrick Cargill (Hammer into Anvil)
- Derren Nesbitt et Andre Van Gyseghem (It’s Your Funeral)
- John Sharp (crédité John Sharpe) (A Change of Mind)
- Clifford Evans (en) (Do Not Forsake Me Oh My Darling)
- David Bauer (en) (Living in Harmony)
- Kenneth Griffith (The Girl Who Was Death)

## Œuvres dans lesquelles le personnage apparaît
- Le Prisonnier (1967-1968) avec Patrick McGoohan
- Le Prisonnier (2009) avec Jim Caviezel